# Сапхансунг
Сапхансунг (тайск. สะพานสูง) один из пятидесяти кхетов (округов) Бангкока, столицы Таиланда.
Район расположен в восточной части Бангкока. Сапхансунг граничит с другими районами города (с севера по часовой стрелке): Кханнаяо, Минбури, Латкрабанг, Правеет, Суанлуанг, Бангкапи и Бынгкум.

## Описание
Сапхансунг дословно переводится, как Высокий мост, что является прямой отсылкой к его прошлому. Район пересекает несколько крупных кхлонгов (каналов), и во времена, когда водный транспорт был основным средством передвижения в Таиланде, здесь строились очень высокие мосты, относительно других районов. Данные мосты можно встретить до сих пор.
Район расположен в восточной части Бангкока, недалеко от аэропорта Суварнабхуми. Является спальным районом, в котором практически нет высотных строений и каких-либо значемых достопримечательностей.
С севера на юг, район разделен практически пополам хайвеем №9 (Thanon Kanchanaphisek). В северной части граница района пролегает по каналу Сэнсэп, южная граница проходит вдоль моторвея №7 (Motorway Route 7).

## История
Территория Сапхансунг входила в состав провинции Пхранакхон. В 1972 году, провинции Пхранакхон и Тхонбури были присоединены к Бангкоку. И Сапхансунг стал подрайоном в составе кхета Бангкапи, в столице Бангкока.
В 1989 году район Бангкапи был разделён на более мелкие районы, и Сапхансунг стал частью нового района Бынгкум. 
И наконец, 21 ноября 1997 года (объявлено было 14 октября 1997 года Министерством Внутренних Дел) Сапхансунг был выделен в отдельный район. .

## Административное деление
Район делится на три подрайона
| 1. | Сапхансунг   | สะพานสูง   |
| 2. | Ратпхаттхана | ราษฎร์พัฒนา |
| 3. | Тхапчанг     | ทับช้าง     |

## Транспорт
- Водный транспорт. Несмотря на то, что через район проходит судоходный канал Сэнсэп и здесь оборудовано много пирсов, городской речной трамвай не доходит до района. Тем не менее, с конечного пирса Wat Sri Bunruang, каждые 15 минут, отчаливают бесплатные лодки до торгового центра Paseo Town. Данный сервис был приостановлен с апреля 2020 года.

- Железнодорожный транспорт. Станция Бантапчан[англ.] скоростного поезда Airport Rail Link расположена у моторвей №7, со стороны района Правеет. Тем не менее, Airport Link является самым быстрым способом добраться до центра города для жителей района Сапхансунг.

В настоящее время, вдоль улицы Ramkhamhaeng строится оранжевая ветка городского метро. Линию планируется открыть в начале 2023 года.

## Места
- Ват Латбуакхао (วัดลาดบัวขาว)
- Торговый центр Paseo Town
- Школа Триам Удом Сыкса[англ.]